# Bartolomeo Sachella
Bartolomeo Sachella (Milano, 1380 circa – dopo il 1450) è stato un poeta italiano, cittadino dello Stato di Milano.

## Biografia
Nato a Milano da famiglia milanese, anche se forse con radici nella zona di Alessandria, suo padre era Lantelmo, figlio di Beltramo, conte di San Pietro. Aveva due fratelli: Ludovico (che diventerà poi un notaio) e Antonio.
Ereditò dal padre terre (centoventicinque pertiche di terra, destinate alla vite, vicino a Cambiago, oltre a case a Milano) e denaro. Intorno al 1402 visse a Cremona, probabilmente in esilio dopo gli scontri verificatisi a Milano dopo la morte di Gian Galeazzo. Nel 1410 fu detenuto a Tortona, forse perché non gradito al governatore di Milano Facino Cane. Di sicuro nel 1412 era tornato a Milano, ove viveva in una casa di famiglia vicino alla Chiesa di San Vito in Pasquirolo.
Nel 1417 fu cancelliere della Fabbrica del Duomo (della quale il padre era deputato, carica paragonabile a un consigliere di amministrazione odierno), ma in generale era così agiato da potersi dedicare soprattutto alla poesia, tanto che si presentava come frotulista mediolanesis (cioè "scrittore milanese di frottole"). Le sue opere sono soprattutto di argomento morale, ma contengono anche notizie biografiche. La maggior parte di esse, contenute nel suo manoscritto, possono essere datate tra il 1440 e il 1450 (e soprattutto nel biennio 1446-1447), anche se ce ne sono alcune ben più antiche, intorno al 1410.
Non si sa con precisione quando morì, ma si ritiene dopo il 1450.

## La lingua utilizzata
Cresciuto nell'ambiente della corte dei Visconti, che per primi portatono a Milano autori e poeti toscani, anche Sachella cercava di usare una lingua "illustre" per le sue frottole: infatti, il suo volgare può essere considerato toscano, anche se è ricco di lombardismi, soprattutto lessicali.